# Team SchaatsHart
Team SchaatsHart is een Nederlandse marathonschaatsploeg. Aanvankelijk stond het team met onder meer Sandra 't Hart onder leiding van de Amerikaanse oud-langebaanschaatsster Chris Witty en Frouke Oonk.
Tot seizoen 2012/2013 maakte 't Hart nog deel uit van de schaatsploeg, maar is een seizoen later ploegleider. Na seizoen 2013/2014 maakte winnares van olympisch brons Carien Kleibeuker de overstap naar Ziuz.

## Seizoen 2014-2015
De volgende schaatssters maken deel uit van dit team:
- Janneke Ensing
- Carien Kleibeuker
- Leonie Lubbinge
- Margo van de Merwe
- Berber Vonk